# Weltklasse Zürich 2009
Weltklasse Zürich 2009 – mityng lekkoatletyczny, który odbył się na Letzigrund Stadion w Zurychu 28 sierpnia. Zawody były przedostatnimi w sezonie 2009 cyklu Golden League. Największym wydarzeniem imprezy było ustanowienie nowego rekordu świata w skoku o tyczce przez Jelenę Isinbajewą.

## Rezultaty

### Mężczyźni
| Konkurencja:          | 1. miejsce                                                             | Rezultat | 2. miejsce                                                                                 | Rezultat | 3. miejsce                                                                              | Rezultat |
| 100 m                 | Usain Bolt                                                             | 9,81     | Asafa Powell                                                                               | 9,88     | Darvis Patton                                                                           | 9,95     |
| 400 m                 | LaShawn Merritt                                                        | 44,21    | Jeremy Wariner                                                                             | 44,62    | Renny Quow                                                                              | 44,77    |
| 800 m                 | David Lekuta Rudisha                                                   | 1:43:52  | Alfred Kirwa Yego                                                                          | 1:43:66  | Mbulaeni Mulaudzi                                                                       | 1:44:03  |
| 1500 m                | Augustine Kiprono Choge                                                | 3:33:38  | Belal Mansoor Ali                                                                          | 3:33:74  | Asbel Kiprop                                                                            | 3:34:09  |
| 5000 m                | Kenenisa Bekele                                                        | 12:52:32 | Edwin Cheruiyot Soi                                                                        | 12:55:03 | Dathan Ritzenhein                                                                       | 12:56:27 |
| 110 m przez płotki    | Dwight Thomas                                                          | 13,16    | Terrence Trammell                                                                          | 13,17    | Ryan Brathwaite                                                                         | 13,27    |
| 3000 m z przeszkodami | Ezekiel Kemboi                                                         | 8:04:44  | Bouabdellah Tahri                                                                          | 8:05:29  | Paul Kipsiele Koech                                                                     | 8:06:10  |
| 4 x 100 m             | Jamajka · Lerone Clarke · Michael Frater · Steve Mullings · Usain Bolt | 37,70    | Stany Zjednoczone · Terrence Trammell · Michael Rodgers · Darvis Patton · Wallace Spearmon | 37,73    | Trynidad i Tobago · Keston Bledman · Marc Burns · Emmanuel Callender · Richard Thompson | 38,20    |
| Trójskok              | Nelson Évora                                                           | 17,38    | Arnie David Girat                                                                          | 17,31    | Leevan Sands                                                                            | 17,10    |
| Rzut oszczepem        | Andreas Thorkildsen                                                    | 91,28 SB | Antti Ruuskanen                                                                            | 85,39    | Ari Mannio                                                                              | 81,82    |

### Kobiety
| Konkurencja:       | 1. miejsce             | Rezultat | 2. miejsce      | Rezultat | 3. miejsce               | Rezultat |
| 100 m              | Carmelita Jeter        | 10,86    | Kerron Stewart  | 11,04    | Debbie Ferguson-McKenzie | 11,04    |
| 400 m              | Sanya Richards         | 48,94    | Allyson Felix   | 49,83    | Shericka Williams        | 50,40    |
| 1500 m             | Maryam Yusuf Jamal     | 3:59:15  | Anna Willard    | 3:59:38  | Lisa Dobriskey           | 3:59:50  |
| 100 m przez płotki | Brigitte Foster-Hylton | 12,46    | Dawn Harper     | 12,48    | Perdita Felicien         | 12,61    |
| Skok wzwyż         | Blanka Vlašić          | 2,01     | Anna Cziczerowa | 1,98     | Chaunté Howard           | 1,98     |
| Skok o tyczce      | Jelena Isinbajewa      | 5,06 WR  | Anna Rogowska   | 4,76     | Fabiana Murer            | 4,71     |

## Rekordy
Podczas zawodów ustanowiono 4 krajowe rekordy w kategorii seniorów:
| Zawodnik          | Reprezentacja     | Konkurencja                   | Rezultat | Uwagi                    |
| ----------------- | ----------------- | ----------------------------- | -------- | ------------------------ |
| Dathan Ritzenhein | Stany Zjednoczone | bieg na 5000 m                | 12:56,27 | rekord Ameryki Północnej |
| Jukka Keskisalo   | Finlandia         | bieg na 3000 m z przeszkodami | 8:10,67  |                          |
| Dwight Thomas     | Jamajka           | bieg na 110 m przez płotki    | 13,16    |                          |
| Jelena Isinbajewa | Rosja             | skok o tyczce                 | 5,06     | rekord świata            |